# New Castle (Kentucky)
New Castle é uma cidade localizada no estado americano de Kentucky, no Condado de Henry.

## Demografia
Segundo o censo americano de 2000, a sua população era de 919 habitantes.
Em 2006, foi estimada uma população de 931, um aumento de 12 (1.3%).

## Geografia
De acordo com o United States Census Bureau tem uma área de
1,2 km², dos quais 1,2 km² cobertos por terra e 0,0 km² cobertos por água. New Castle localiza-se a aproximadamente 254 m acima do nível do mar.

## Localidades na vizinhança
O diagrama seguinte representa as localidades num raio de 20 km ao redor de New Castle.